# Skitliv
Skitliv (no. ‚Scheißleben‘) ist eine norwegische Black-Doom-Band. Sie wurde 2005 vom ehemaligen Mayhem-Sänger Maniac gegründet.

## Geschichte
Maniac gründete Skitliv 2005. Er hatte nach seiner Trennung von Mayhem eigentlich nie mehr in einer Band spielen wollen, schrieb aber weiterhin Musik. Dafür, dass sich daraus Lieder entwickelten, „die sich langsam in jenes Monster verwandelten, das in meinem Inneren hauste“, war „[n]icht zuletzt […] Shining-Chef Kvarforth […] mitverantwortlich. ‚Früher haben wir einander gehasst‘, erzählt Maniac. ‚Doch mittlerweile sind wir sehr enge Freunde. Irgendwann zog er für eine Weile bei mir in Oslo ein und schrieb Songs mit mir. Wir haben sehr verschiedene und doch ähnliche Ansichten. Um das zu verstehen, muss man sich nur das Album [Skandinavisk misantropi] anhören.‘“
In Maniacs Studio in Oslo nahm die Band ihr Debütalbum Skandinavisk misantropi auf, das 2009 veröffentlicht wurde. An dem Album wirkten neben Kvarforth Ingvar Magnusson an der Gitarre. Tore Moren am Bass, Dag Otto am Schlagzeug sowie als Gastsänger Gaahl von God Seed und Wardruna, Attila Csihar von Mayhem und Sunn O))) und David Tibet von Current 93 mit.

## Stil und Rezeption
Auf Metal1.info wird der Stil der Band als „eine Mischung aus Noise, Doom und Psychedelic Ambient Metal, wenn auch mit unüberhörbar schwarzmetallenen Einflüssen“ beschrieben. Auch Schwermetall unterstreicht diese Einschätzung und vergleicht die Band mit Shining, Bethlehem und Sunn O))).
Im Besonderen wird dem Debütalbum Skandinavisk Misantropi eine besondere Bedeutung zugesprochen.  
Towards the Shores of Loss (Vulture Face Kain) wurde von Anja Müller-Lochner vom Metal Hammer als „[d]as furchteinflößenste Stück des Albums“ bezeichnet und A Valley Below als „doomig und deprimierend“, aber dennoch „wohl das schwächste Stück des Albums“. Densetsu „besticht durch die genialen Bass-Lines von Tore Moren (Arcturus), die sich im Mittelteil ins Tremolo steigern.“ Das Album endet mit dem „Klagelied und Mantra“ ScumDrug. Müller-Lochner bezeichnete die Veröffentlichung als „eine der bemerkenswertesten Platten des Jahres“. Ihr Kollege Robert Müller hingegen beschrieb das Album als „meist ziemlich monoton in seiner gequälten Selbstgeißelung und in Songs wie ‚Hollow Devotion‘ sogar grenzwertig einschläfernd, aber auf der anderen Seite steht dann Zeug wie das tonnenschwere, mit Gast-Vocals von Industrial-/Neofolk-Legende David Tibet (Current 93) veredelte ‚Towards The Shores Of Loss: Vulture Face Cain‘, das einem die Knochen zermalmt.“

## Diskografie
- 2007: Kristiansen and Kvarforth Swim in the Sea of Equalibrium While Waiting... (Demo)
- 2008: Amfetamin (Maxi-Single)
- 2009: Skandinavisk misantropi (Album)
- 2010: Bloodletting (EP)